# Frères Horten
Les frères Horten, Reimar et Walter, étaient deux constructeurs d'ailes volantes allemands dans les années 1930-1940. Leurs ailes volantes n'ont aucune surface verticale, une flèche très prononcée et sont presque toutes des planeurs. Le cockpit est généralement intégré aux ailes, comme un cocon dans lequel le pilote est allongé sur le ventre.
Le troisième des frères, Wolfram, fut abattu au-dessus de Dunkerque à bord d'un Heinkel He-111 pendant la Seconde Guerre mondiale.

## Historique
Ils commencent à étudier les ailes volantes très jeunes, alors qu'ils sont encore à l'école, et sont enthousiastes pour les conceptions de Alexander Lippisch. À cette époque, le Traité de Versailles oblige l'Allemagne à ne pas avoir d'aviation militaire, et ces restrictions regroupent les pilotes dans les aéroclubs, autour de planeurs. En 1933 ils construisent leur premier avion, le Horten I. D'autres modèles suivent, dont les envergures, finesses et flèches d'aile, sont de plus en plus importantes. Épurés au maximum, leurs planeurs étaient d'une efficacité remarquable pour l'époque, avec par exemple, une finesse estimée à 45 pour le Horten VI de 1944. Ce chiffre est le même que celui des planeurs standards d'aujourd'hui, construits à l'aide de matériaux modernes.
Une autre de leurs particularités est la position du pilote, semi-allongé sur le ventre, qui pouvait donner au pilote l'impression de voler avec des ailes au bout des bras.
En 1938, ils participent au concours de la Rhön, avec deux ailes Horten III. Un cumulus aspire de nombreux planeurs, qui montent à une altitude de 7 500 mètres environ, dont les Horten III. Les deux pilotes engagés par les frères Horten sont contraints de quitter leurs machines. L'un d'eux se tue à l'atterrissage, l'autre est hospitalisé pour cause de gelures.
Pendant la Seconde Guerre mondiale, Reimar et Walter sont engagés dans la Luftwaffe, mais leurs connaissances n'intéressent pas l'armée. En 1943, ils répondent à un appel d'offres en proposant le Horten Ho 229, première aile volante biréacteur, à l'apparence futuriste. L'appareil montrera un grand potentiel, mais la défaite allemande et la confiscation par les Alliés de tous les projets du Reich le feront sombrer dans l'oubli.

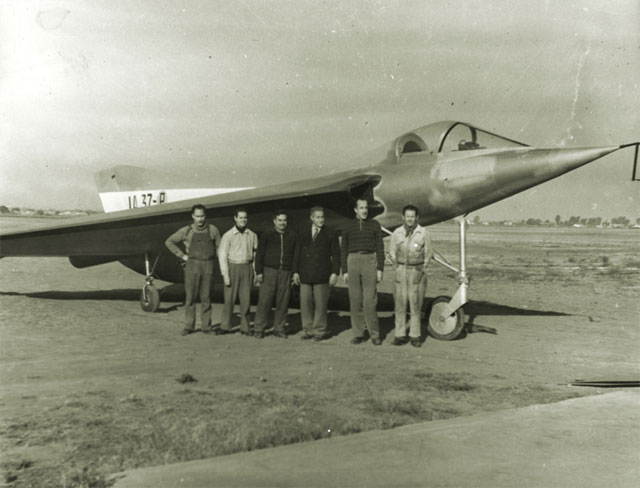
Prototype du FMA I.Ae. 37, un monoplace à aile delta construit par Reimar Horten en Argentine dans les années 1950.

Après la Seconde Guerre mondiale, Reimar Horten part en Argentine, pour l'Institut Aéronautique de Cordoba, alors que son frère reste en Allemagne. Aidé par le pilote d'essai Heinz Scheidhauer, il construit les I.Ae.34 Clen Antu monoplace et biplace, parfois désignées comme les Horten XVa et Horten XVb, puis la I.Ae.41 Urubu, désignée comme le Horten XVc.
Reimar reste en Amérique du Sud jusqu'à sa mort en 1994, et Walter décède en Allemagne en 1998.
Il reste très peu d'ailes Horten, et plus aucune n'est en état de voler. Deux exemplaires restaurés d'un Horten III et d'un Horten IV sont visibles au National Air and Space Museum de Washington. Un Ho IX v3 bi-réacteur est en attente de restauration dans un hangar du musée Planes of Fame de Chino, en Californie. Un Horten IV est visible au Deutsches Museum de Munich.

## Les ailes Horten

### Horten HoI
Cette aile est un delta de 12,4 mètres d'envergure, d'un allongement de 7,3 mètres, possédant une gouverne de profondeur centrale, des ailerons, des profils d'aile symétriques vrillés à 7°. Construite par les frères Horten alors qu'ils étaient encore jeunes, sans aide économique, elle est présentée au concours de la Rhön en 1934. Il a plané à des altitudes de 150 à 300 pieds, à une vitesse maximale estimée à 170 km/h. Le planeur avait de nombreux problèmes de stabilité.
Offerte à Alexander Lippish en échange d'un remorquage, l'aile fut finalement brûlée.

### Horten HoII

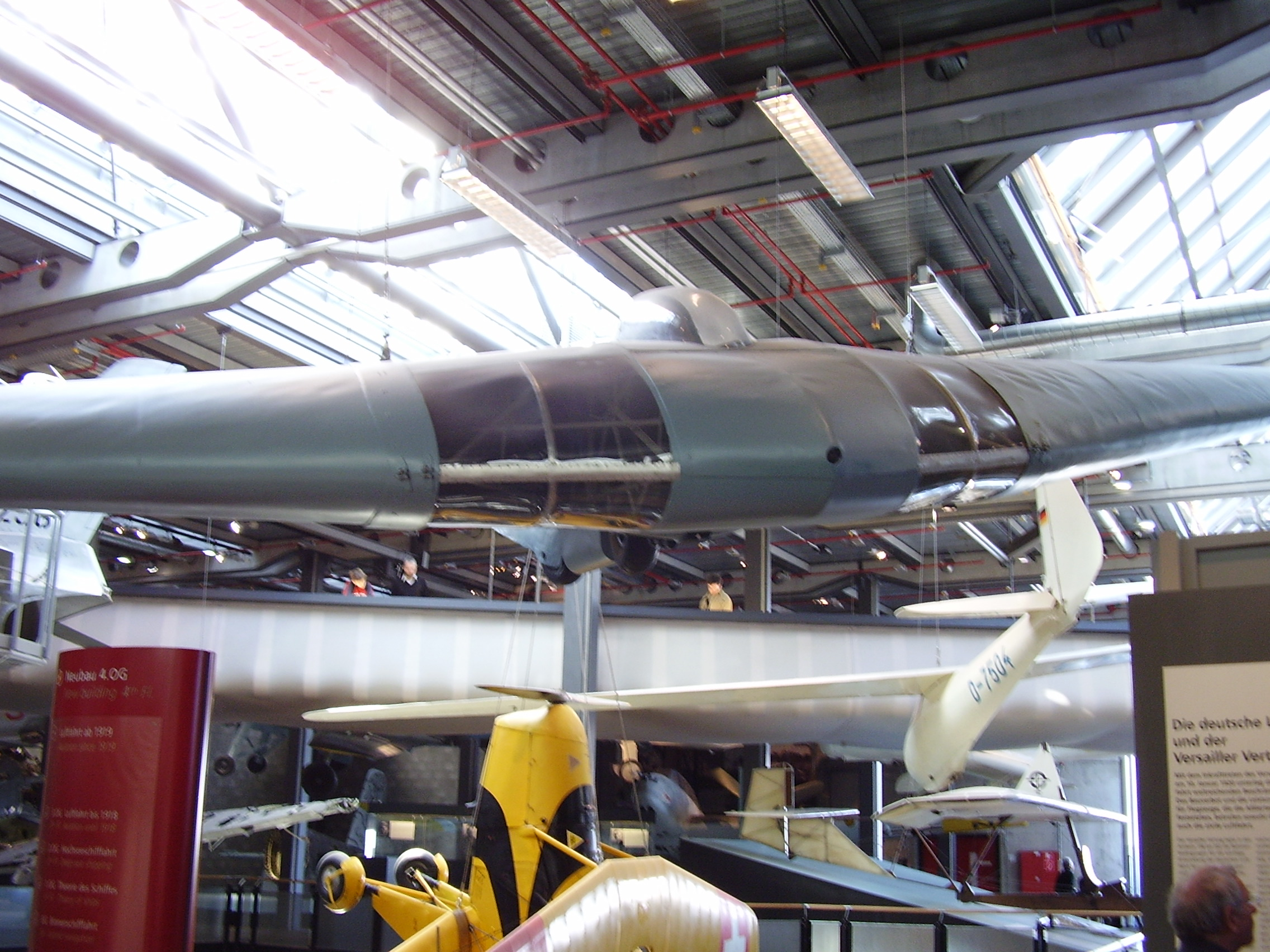
Horten Ho II.

Cette aile a été construite en 1935, en trois exemplaires, dont l'un a été motorisé.

### Horten HoIII
Deux Ho III ont été construites pour le concours de la Rhön en 1938, pilotées par Rudi Blech et Heinz Scheidhauer. Un accident durant le concours de la Rhon le 6 août 1938, uniquement dû à une perturbation météo, coutera la vie à Rudi Blech. Plusieurs évolutions seront construites, nommées Ho IIIb, Ho IIId (motorisé), Ho IIIf et Ho IIIg (biplaces).
Une des exemplaires se trouve au National Air and Space Museum de Washington, DC.

### Horten HoIV
Cette aile, d'une envergure de 24 mètres, a été construite entre décembre 1940 et décembre 1941 en plusieurs exemplaires, dont l'un est visible au Deutsches Museum de Munich.

### Horten HoV
Cette aile, première à être construite à l'aide de matériaux composites, comme le Mipolan et l'Astralon, a été construite en 1944. Elle était motorisée par deux moteurs à hélice propulsive. Son unique exemplaire a été détruit lors d'un décollage, alors qu'un moteur tombait en panne, le déséquilibrant.

### Horten Parabola
La forme de cette aile, qui n'a jamais volé, est inspirée de la graine Alsomitra macrocarpa, qui est trouvée en Asie du Sud-Est. Quand elle est mûre, cette graine tombe en planant vers un endroit nouveau. La forme parabolique du planeur l'a rendu très difficile à construire et, après avoir été déformée lors d'un stockage d'hiver, elle a été brûlée.

### Horten HoVI
Cette aile a été construite en 1944 en deux exemplaires. Elle a été construite pour la vitesse et est très profilée. Le second exemplaire, qui n'a pas volé, se trouve au National Air and Space Museum de Washington, DC.

### Horten HoVII
Cette aile était un avion d'essai demandé par la Luftwaffe, mû par deux hélices propulsives et un pulsoréacteur à tester.
C'est un dérivé du Ho V (proposé pour les essais, mais pas assez solide pour le réacteur), qui a volé en 1944, mais qui n'a finalement jamais été équipé du réacteur. Des versions Ho VIIe, Ho VIIf (avec pilote couché) et Ho VIIg (biplace) ont été construites.

### Horten Ho VIII
Cette aile, dont la construction a été interrompue en 1945 par l'arrivée des Alliés à Göttingen, aurait dû être un bombardier de 30 mètres d'envergure, à quatre moteurs, volant à 900 km/h à 10 kilomètres d'altitude et d'un rayon d'action de 3 000 kilomètres.

### Horten HoIX

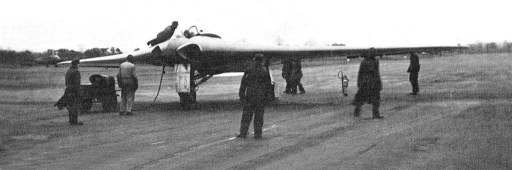
Horten Ho.

L'aile Ho IX, aussi appelée Go 229, est la première aile volante biréacteur. Elle a été conçue comme chasseur-bombardier. Le 1er mars 1944, la première version du Ho IX fait son premier vol plané à Göttingen, mais la construction de la version suivante qui doit recevoir des réacteurs prend du retard : les moteurs livrés ont 20 centimètres de diamètre de plus que prévu. Les réacteurs devant être intégrés dans la masse de l'aile, cette anomalie nécessite de revoir l'aile entière. Le modèle motorisé volera le 2 février 1945, ou le 18 décembre 1944 suivant les sources.

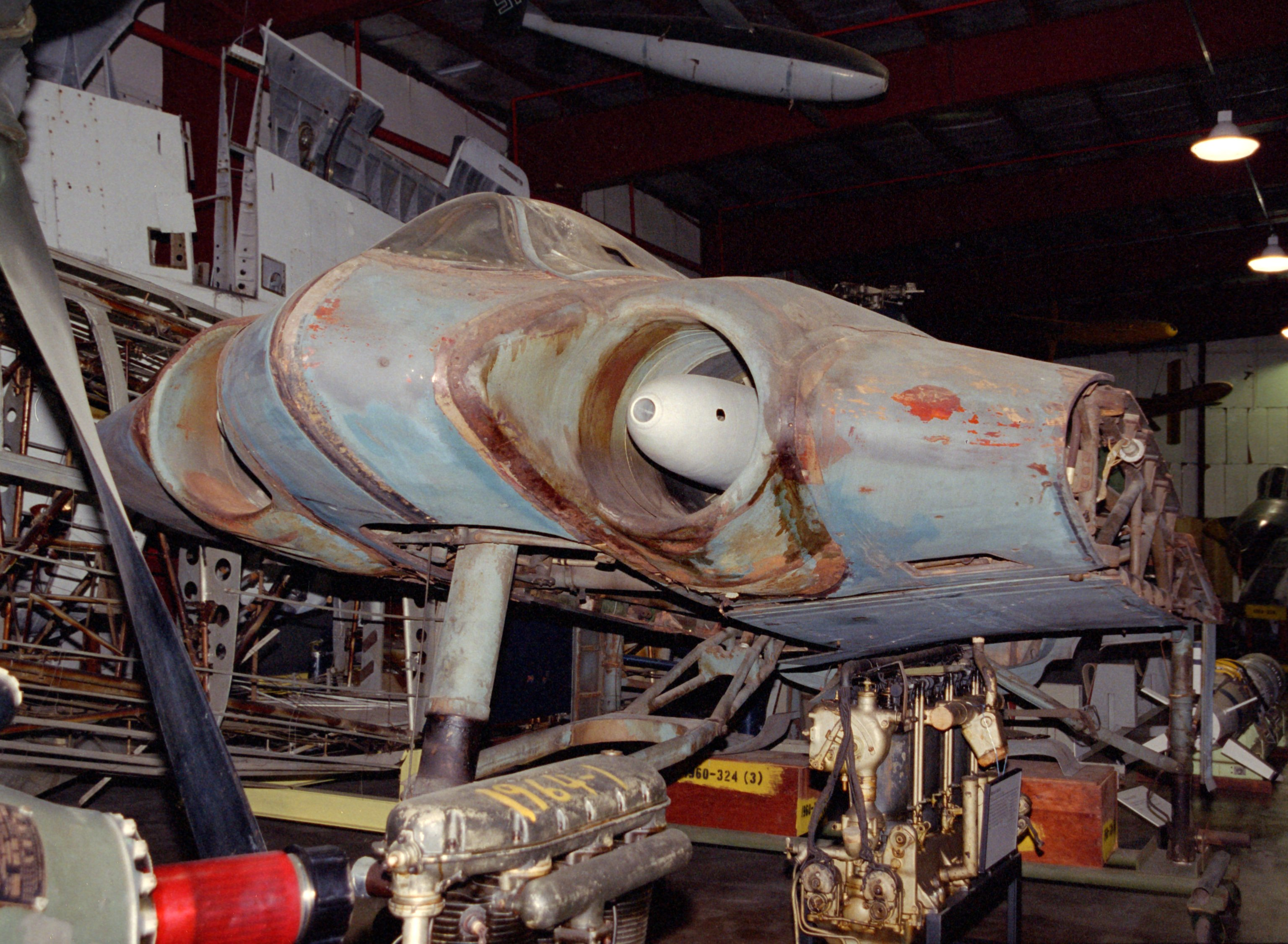
Cockpit de l'unique exemplaire de Ho IX restant, conservé au Smithsonian Institution's Garber Restoration Facility.
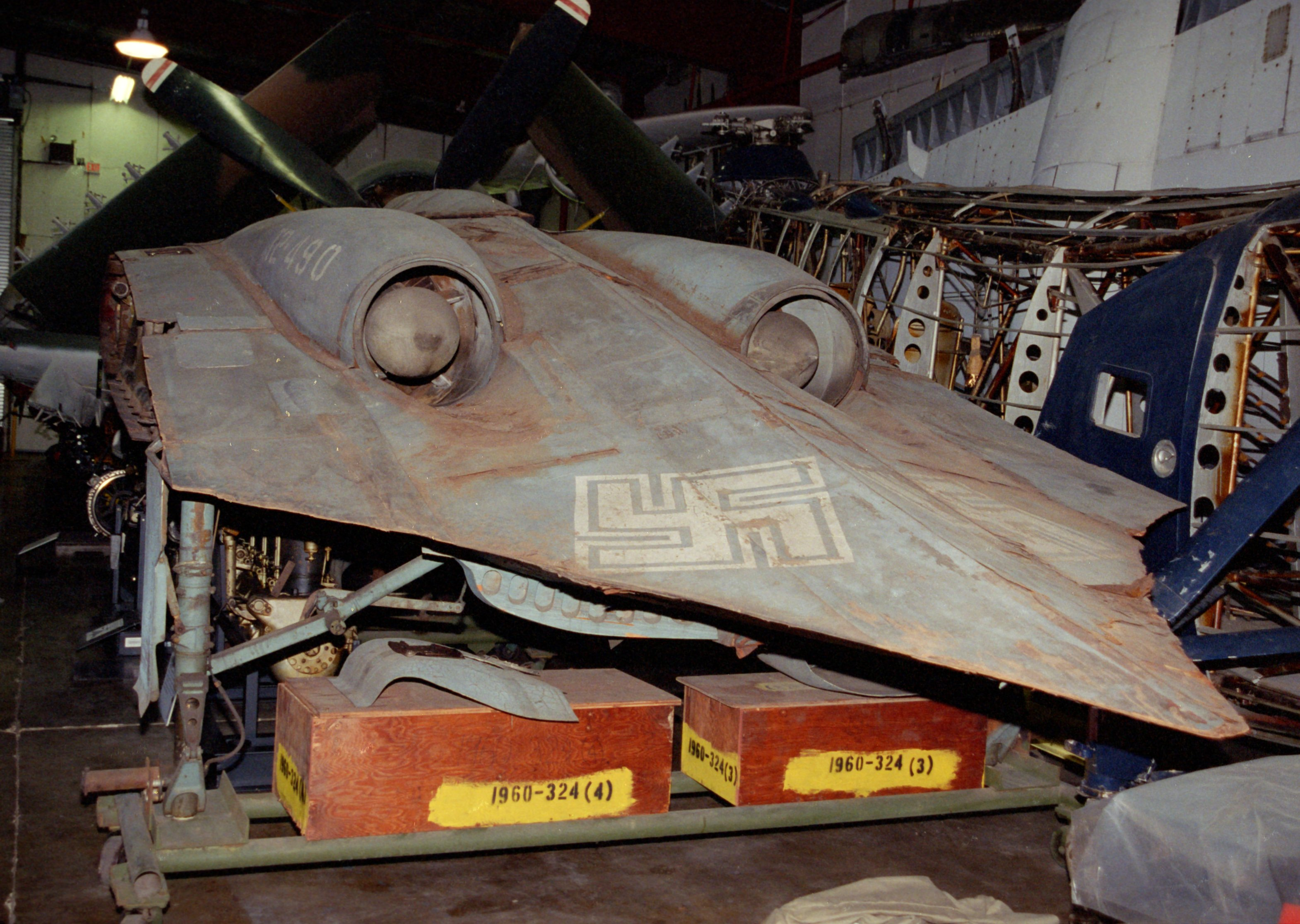
Vue arrière du Ho IX.

Ses matériaux de construction, le bois entoilé avec un enduit spécial, aurait pu en faire le premier avion furtif, mais ayant très peu volé, cette allégation n'a jamais été vérifiée.

### Horten HoX
La Ho X était un projet d'avion aux ailes en flèche, avec une dérive verticale importante, et propulsée par une hélice, voire un réacteur. Le planeur prototype n'a pas été achevé.

### Horten HoXI
Cette aile était un planeur acrobatique de 8 mètres d'envergure, construit à un exemplaire.

### Horten HoXII
Cette aile était un biplace léger, motorisé, d'environ 10 mètres d'envergure pour 700 kg.

### Horten HoXIII
Le Ho XIII était un planeur conçu pour tester le concept d'une aile volante en flèche, en vue de la construction Ho X.

### Horten HoXV
Cette aile était un planeur de compétition.

#### HortenXVa, HortenXVb, HortenXVc
Elles ont été conçues par Reimar lorsqu'il était en Argentine.
- I.Ae.34 Clen Antu aile monoplace construite en 1949, avec moteur à hélice de 20 à 30 HP.
- I.Ae.34 aile biplace construite en 1951, dont une version motorisée de 50 HP.
- I.Ae.41 Urubu, quatre furent construits en Allemagne par Walter Horten.

Heinz Scheidhauer réalisera la première traversée des Andes en planeur, le 30 octobre 1956, à bord d'une Urubu. Le vol sera fait dans les deux sens (Argentine et Chili) : il part de Bariloche, se rend à Ensenada et revient à Bariloche.

### Horten HoXVIII

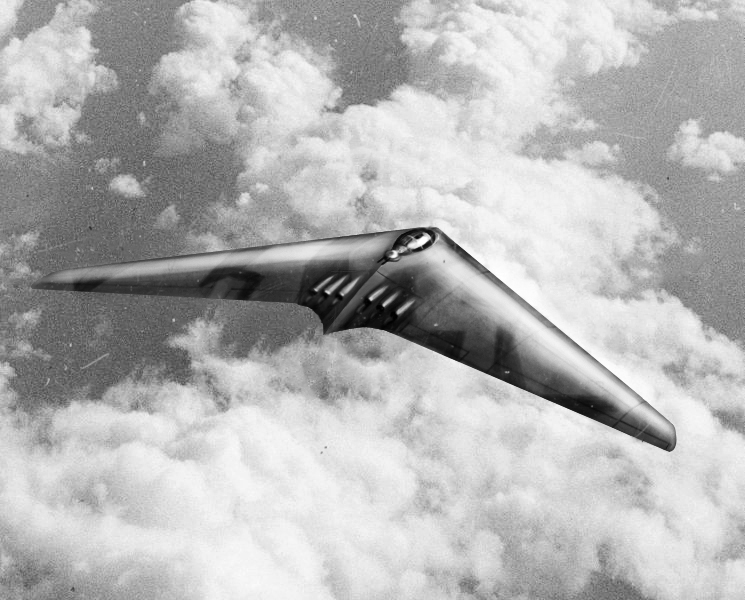
Horten (vue d'artiste).

La construction de cette aile aura à peine le temps d'être commencée en 1945. Elle aurait dû être un bombardier à grand rayon d'action équipée de six réacteurs.

### IAME I.A.28
Cette aile nommée Naranjero est un grand planeur de transport construit à un seul exemplaire, en Argentine, entre 1951 et 1953. C’était un quadrimoteur d’une capacité de charge utile de 23 m3 ou 6 t, animé par des moteurs de 750 HP chacun lui permettant de franchir 1 250 km à une vitesse de 215 km/h.

### Horten Ho 33
Dérivés de la Ho III, deux exemplaires sont construits après guerre.

## Dans la culture populaire
Le Ho 229 est présent dans le jeu vidéo War Thunder au Battle Rank (BR) 7.3, en tant que chasseur à réaction pour les Allemands.
Dans le jeu vidéo Wolfenstein: The Old Blood (2015), on peut apercevoir quelques Ho 229. Ceux-ci ont un aspect légèrement futuriste, car le jeu est une uchronie de la Seconde Guerre mondiale.
Les avions de l'Axe du jeu de figurines Dust Tactics sont inspirés des réalisations des frères Horten et portent tous leur nom.